# Heinrich XXVIII. Reuß zu Köstritz
Heinrich XXVIII. Prinz Reuß zu Köstritz, auch Heinrich XXVIII. Prinz Reuß j. L. (* 3. Juni 1859 in Stonsdorf, Landkreis Hirschberg im Riesengebirge, Provinz Schlesien; † 8. März 1924 in Berlin) war ein deutscher Adliger aus der Nebenlinie Reuß-Köstritz der „jüngeren Linie“  des Fürstenhauses Reuß. Im Jahr 1908 verzichtete er auf den Titel und war seitdem Graf von Dürrenberg.

## Familie
Seine Eltern waren Prinz Heinrich XII. Reuß zu Köstritz (1829–1866) und Prinzessin Anna, geb. Gräfin von Hochberg und Freiin auf Schloss Fürstenstein (1839–1916).
Prinz Heinrich XXVIII. heiratete am 18. September 1884 in Laubach Gräfin Magdalene zu Solms-Laubach (1863–1925), eine Tochter des Grafen Friedrich zu Solms-Laubach (1833–1900) und seiner Frau Marianne, geb. Gräfin zu Stolberg-Wernigerode. Die Ehe wurde am 4. Juni 1907 geschieden. Das Paar hatte drei Kinder:
- Heinrich XXXIV. Prinz Reuß (1887–1956)
- Heinrich XXXVI. Prinz Reuß (1888–1956)
- Benigna Prinzessin Reuß (1892–1983)

Prinz Heinrich XXVIII. gehörte ab 1898 dem Preußischen Herrenhaus an. Er verzichtete für sich auf den prinzlichen Titel und wurde durch Reußische Verleihung (15. Juli 1908 in Ebersdorf) Graf von Dürrenberg. Am 12. Oktober 1908 heiratete er in London in morganatischer Ehe die bürgerliche Mary Grace Sawyer (1874–1958).
Hinweis: Die römische Zählung auch der nichtregierenden Mitglieder des Hauses Reuß dient der Unterscheidung, da jahrhundertelang alle männlichen Familienmitglieder den Namen Heinrich trugen. Die Nummern wurden in der jüngeren Linie über die Nebenlinien hinweg chronologisch vergeben und jeweils am Jahrhundertanfang zurückgesetzt. Die Ziffer im Namen zeigt daher nicht, wie ansonsten üblich, eine Funktion als Herrscher an.

## Veröffentlichungen
Prinz Heinrich XXVIII. veröffentlichte zwei Lehrbücher, die heute kulturgeschichtlich interessante Aufschlüsse über das Alltagsleben im Hochadel des Deutschen Kaiserreichs geben:
- Der korrekte Kutscher. Handbuch für Equipagenbesitzer und deren Kutscher, Berlin 1890.
- Der korrekte Diener. Handbuch für Herrschaften und deren Diener, Berlin 1900, 2. Auflage 1908.